# Leiocolea borealis
Leiocolea borealis là một loài rêu tản trong họ Jungermanniaceae. Loài này được (Frisvoll & Moen) L. Söderstr. miêu tả khoa học lần đầu tiên năm 1981.